# North American T-2 Buckeye
El North American T-2 Buckeye es un avión de entrenamiento, fabricado por el constructor aeronáutico estadounidense North American Aviation en 1958, sirvió como avión de entrenamiento en la Armada de los Estados Unidos, pensado para realizar la transición de los estudiantes de la escuela de Aviación Naval a los aviones a reacción.

## Diseño y desarrollo

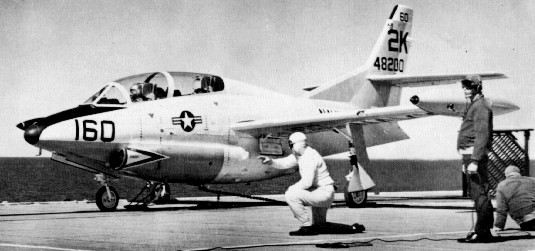
Un T-2A del VT-7 a bordo del USS Antietam a comienzos de los años 1960.

La primera versión de esta aeronave entró en servicio en el año 1959, como T2J-1, redesignada como T-2A en el año 1962. El T-2 Buckeye, junto al TF-9J Cougar, reemplazó al T2V-1/T-1A Seastar, aunque el T-1 continuaría a ser empleado para otros propósitos hasta los años 1970.
El Buckeye original estaba equipado con un turbojet Westinghouse J34-WE-46/48. Posteriormente, la planta motriz fue rediseñada, equipándose la versión T-2B con dos motores turbojet Pratt & Whitney J60-P-6. El T-2C se montó con dos General Electric J85-GE-4 de mayor potencia. El T-2D fue una versión para exportación que se vendió a Venezuela, mientras que el T-2E fue una versión para Grecia.
El Buckeye fue diseñado como un avión de entrenamiento de bajo coste utilizando para su construcción componentes y equipos de aviones producidos anteriormente por la compañía. Su ala recta era similar a la que se había empleado en el North American FJ-1 Fury , mientras sus controles de cabina eran similares los del T-28C Trojan.

## Variantes

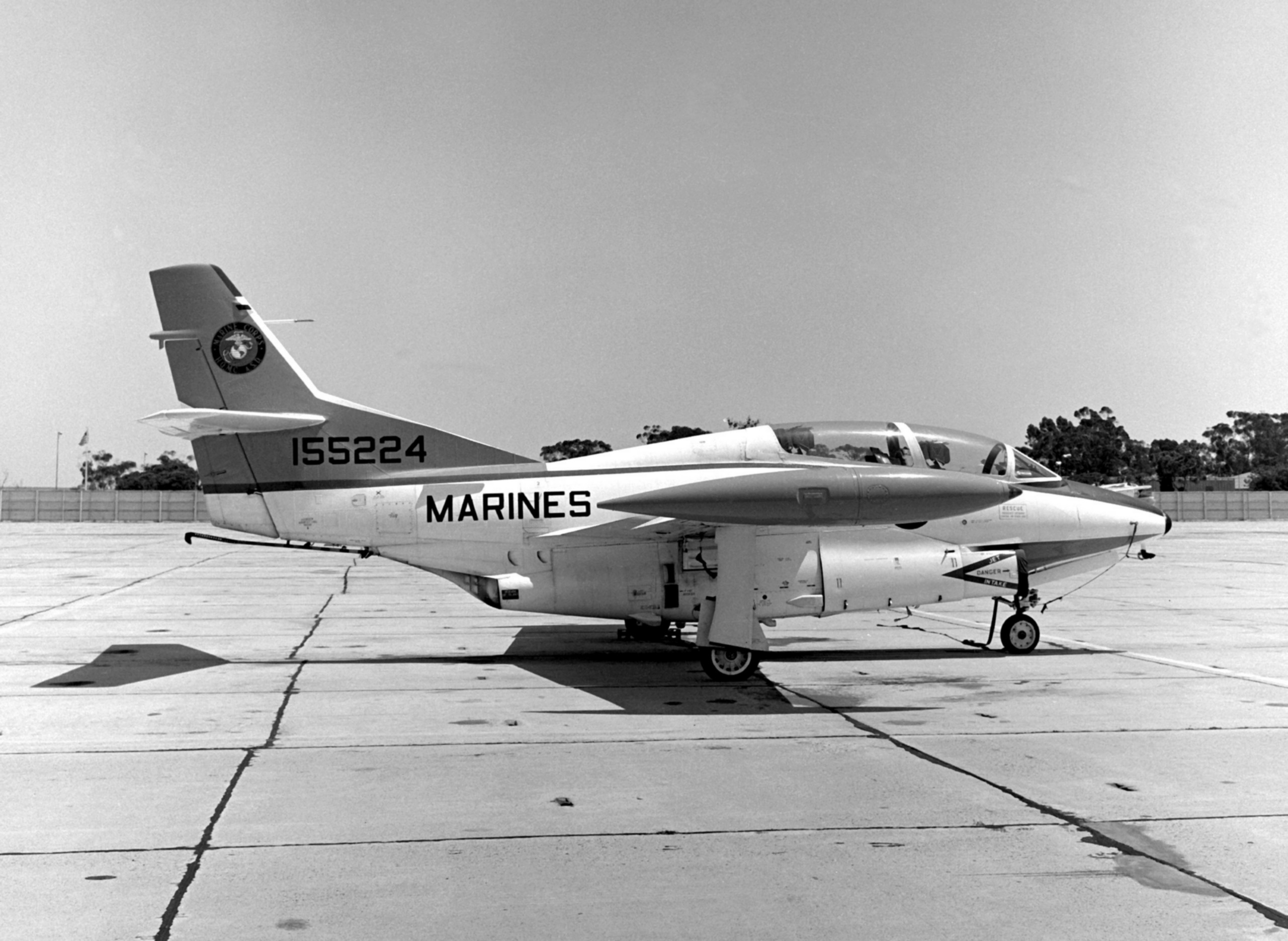
Un T-2B del Cuerpo de Marines de los Estados Unidos en el año 1976.

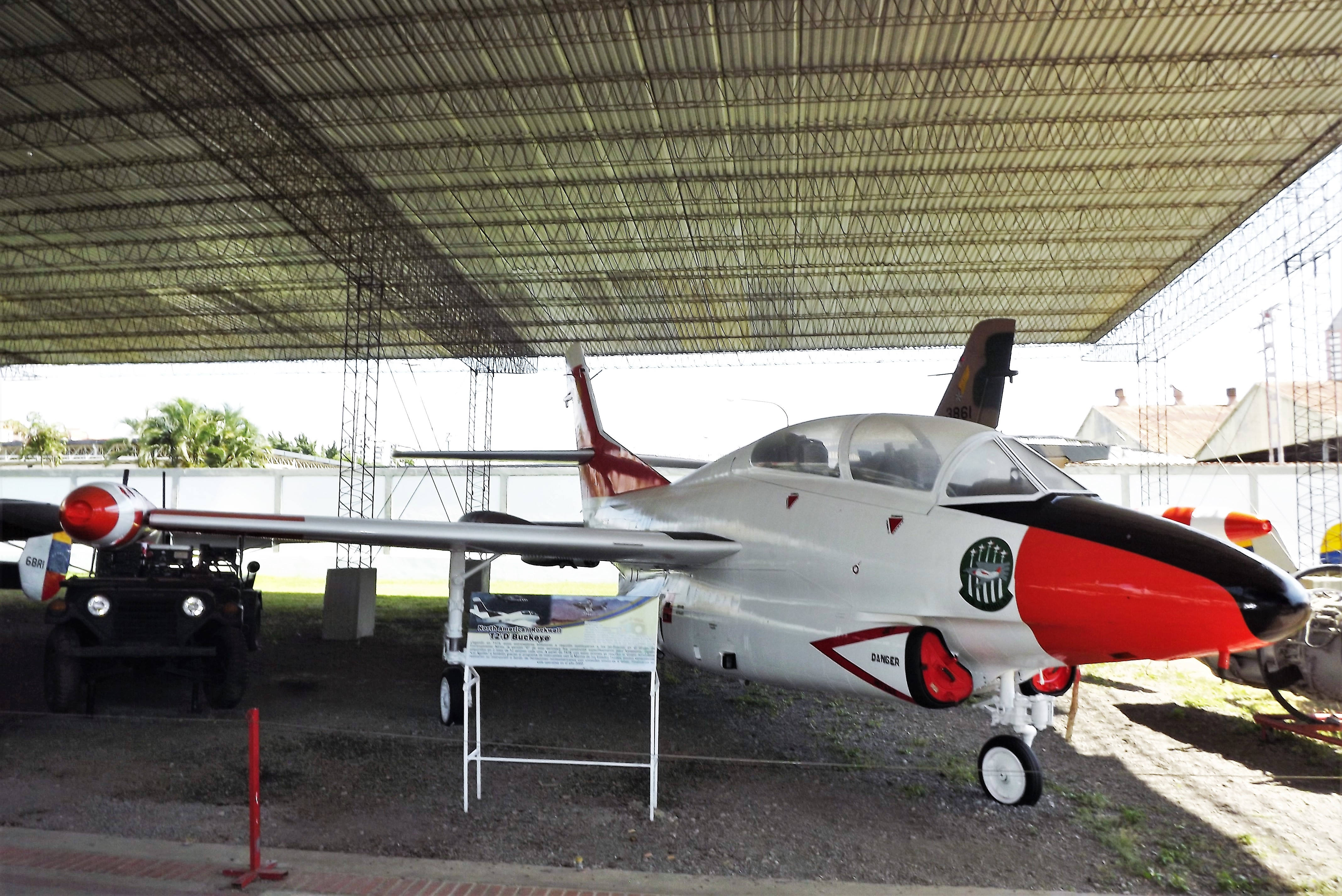
North American/Rockwell T-2D Buckeye de EAM de Venezuela exhibido en el Museo Aeronáutico de Maracay

T-2A
Avión de entrenamiento biplaza. Designado originalmente como T2J-1 Buckeye. 217 ejemplares fabricados.
YT-2B
Dos T-2A empleados como prototipos para el T-2B.
T-2B
Versión mejorada. 97 ejemplares fabricados.
YT-2C
Un T-2B convertido en prototipo del T-2C.
T-2C
Última versión para la armada estadounidense. 231 ejemplares fabricados.
DT-2B y DT-2C
T-2B y T-2C convertidos en blancos teledirigidos.
T-2D
Versión de exportación para Venezuela. 12 ejemplares fabricados.
T-2E
Versión de exportación para Grecia. 40 ejemplares fabricados.

## Usuarios
Estados Unidos
- Armada de los Estados Unidos

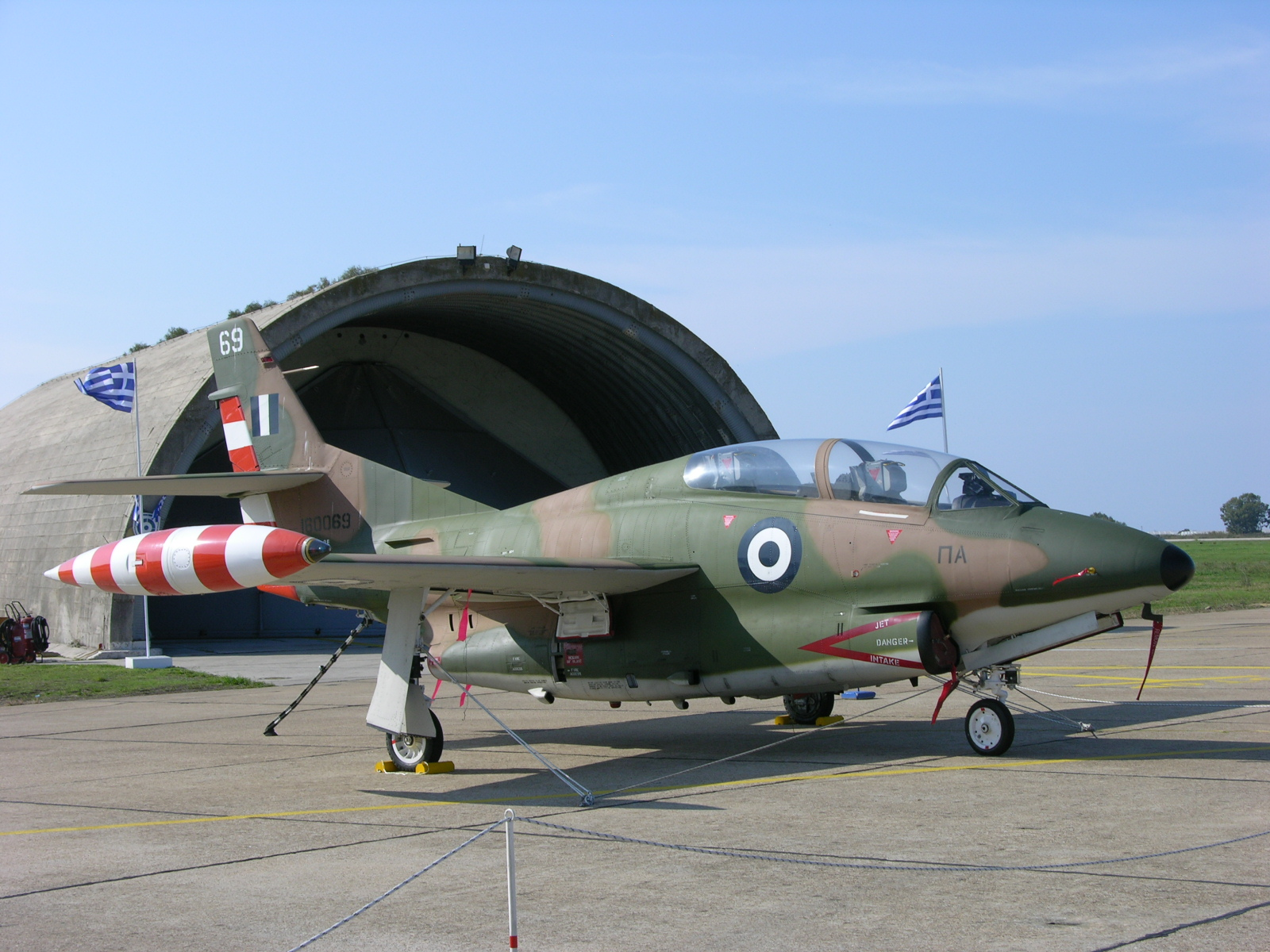
Un T-2E Buckeye de la Fuerza Aérea Griega.

- Cuerpo de Marines de los Estados Unidos

 Grecia
- Fuerza Aérea Griega

 Venezuela
- Fuerza Aérea Venezolana

### Desarrollos relacionados
- North American FJ-1 Fury

### Aeronaves similares
- T2V SeaStar
- TA-4J Skyhawk
- Fouga Zéphyr
- / T-45 Goshawk

### Secuencias de designación
- Secuencia NA-_ (interna de North American): ← NA-238 - NA-239 - NA-240 - NA-241 - NA-242 - NA-243 - NA-244 -- NA-246 - NA-247 - NA-248 - NA-249 - NA-250 - NA-251 - NA-252 - NA-253 - NA-254 - NA-255 - NA-256 -- NA-263 - NA-264 - NA-265 - NA-266 - NA-267 - NA-268 - NA-269 -- NA-277 - NA-278 - NA-279 - NA-280 - NA-281 - NA-282 - NA-283 -- NA-285 - NA-286 - NA-287 - NA-288 - NA-289 - NA-290 - NA-291 - NA-292 - NA-293 - NA-294 - NA-295 - NA-296 - NA-297 -- NA-307 - NA-308 - NA-309 - NA-310 - NA-311 - NA-312 - NA-313 -- NA-315 - NA-316 - NA-317 - NA-318 - NA-319 - NA-320 - NA-321 -- NA-329 - NA-330 - NA-331 - NA-332 - NA-333 - NA-334 - NA-335 -- NA-337 - NA-338 - NA-339 - NA-340 - NA-341 - NA-342 - NA-343 - NA-344 - NA-345 - NA-346 - NA-347 - NA-348 - NA-349 - NA-350 - NA-351 - NA-352 - NA-353 - NA-354 - NA-355 - NA-356 - NA-357 - NA-358 - NA-359 - NA-360 - NA-361 -- NA-364 - NA-365 - NA-366 - NA-367 - NA-368 - NA-369 - NA-370 -- NA-393 - NA-394 - NA-395 - NA-396 - NA-397 - NA-398 - NA-399 - NA-400 - NA-401 - NA-402 - NA-403 - NA-404 - NA-405 - NA-406 - NA-407 - NA-420 →
- Secuencia T_J (Entrenadores de la Armada estadounidense, 1946-1962 (North American, 1937-1962)): TJ - T2J - T3J
- Secuencia T-_ (Entrenadores estadounidenses, secuencia de 1962): T-1 - T-2

### Listas relacionadas
- Anexo:Aeronaves de la Fuerza Aérea de los Estados Unidos (históricas y actuales)
- Anexo:Aeronaves militares de los Estados Unidos (navales)